# Acharagma roseanum
Acharagma roseanum ist eine Pflanzenart in der Gattung Acharagma aus der Familie der Kakteengewächse (Cactaceae). Das Artepitheton roseanum ehrt den US-amerikanischen Botaniker Joseph Nelson Rose.

## Beschreibung
Acharagma roseanum wächst meist einzeln, verzweigt aber manchmal an der Basis und bildet dann kleine Gruppen. Der kugelige bis zylindrische Pflanzenkörper ist leuchtend grün gefärbt und wird 4 bis 6 Zentimeter hoch und 1,5 bis 5 Zentimeter im Durchmesser. Die Warzen stehen in Reihen und werden bis 0,3 Zentimeter lang. Die 4 bis 6 gelben Mitteldornen sind den Randdornen sehr ähnlich oder leicht gebogen und werden 1 bis 2 Zentimeter lang. Die 15 bis 30 Randdornen sind gelblich bis bräunlich und 0,8 bis 1,5 Zentimeter lang.
Die Blüten sind rosafarben mit einem dunkelrötlichen Mittelstreifen oder cremefarben. Sie werden 1,5 bis 2 Zentimeter lang und im Durchmesser.

## Verbreitung, Systematik und Gefährdung
Acharagma roseanum ist in den mexikanischen Bundesstaaten Coahuila, in Nuevo León und in San Luis Potosí verbreitet.
Die Erstbeschreibung erfolgte 1928 als Echinocactus roseanus durch Friedrich Bödeker. Edward Frederick Anderson stellte die Art 1999 in die Gattung Acharagma.
Synonyme sind folgende beschriebenen Arten:
Echinocactus roseanus Boed. (1928), Neoloydia roseanus (Boed.) F.M.Knuth (1936), Thelocactus roseanus (Boed.) W.T.Marshall (1941), Escobaria roseana (Boed.) Buxb. (1951), Coryphantha roseana (Boed.) Moran (1953) und Gymnocactus roseanus (Boed.) Glas & R.A.Foster (1970).
Es werden folgende Unterarten unterschieden:
- Acharagma roseanum subsp. galeanense (Haugg) D.R.Hunt:
Die Erstbeschreibung erfolgte 1995 als Escobaria roseana subsp. galeanensis durch Erich Haugg.[4] David Richard Hunt stellt die Art 2002 als Unterart zu Acharagma roseanum.[5] Die Unterart hat einen zylindrischen  Körper bis 6 Zentimeter hoch, die Mitteldornen sind von den Randdornen nicht unterscheidbar, Dornenanzahl insgesamt 30, cremefarbene Blüten mit bis zu 1,5 Zentimeter Länge.
- Acharagma roseanum subsp. roseanum:
Die Nominatform hat einen eiförmiger Körper bis 4 Zentimeter hoch, 4 bis 6 Mitteldornen, ungefähr 15 Randdornen, rosafarbene Blüten mit bis zu 2 Zentimeter Länge.

In der Roten Liste gefährdeter Arten der IUCN wird die Art als „Vulnerable (VU)“, d. h. als gefährdet geführt. Die Unterart wurde nicht separat erfasst.

## Nachweise